# Ново-Одеська волость
Ново-Одеська волость — історична адміністративно-територіальна одиниця Херсонського повіту Херсонської губернії.
Станом на 1886 рік складалася з 9 поселень, 10 сільських громад. Населення — 8071 особа (4252 чоловічої статі та 3819 — жіночої), 1346 дворових господарств.
|                     | Площа, десятин | У тому числі орної, дес. |
| ------------------- | -------------- | ------------------------ |
| Сільських громад    | 27237          | 15445                    |
| Приватної власності | 10455          | 4000                     |
| Казенної власності  | 5590           | 1452                     |
| Іншої власності     | 396            | 159                      |
| Загалом             | 43678          | 21056                    |

Найбільші поселення волості:
- Ново-Одеса (Федорівка) — містечко при річці Буг в 102 верстах від повітового міста, 2590 осіб, 509 дворів, церква православна, єврейський молитовний будинок, школа, лікарня, земська поштова станція, 17 лавок, постоялий двір, винний склад, 2 ярмарки, базарь двічі на тиждень. В 9 верстах — лютеранський молитовний будинок. В 13 верстах — лютеранський молитовний будинок, земська поштова станція. В 15 верстах — лютеранський молитовний будинок.
- Димівка (Маркуляси) — село при річці Гнилий Єланець, 1633 особи, 316 дворів, церква православна, земська поштова станція, 3 лавки.
- Касперівка (Кашперове) — село при річці Буг, 1633 особи, 240 дворів, церква православна, школа, лавка.
- Сухо-Єланецьке (Причепівка) — село при балці Рошковаточ, 1228 осіб, 159 дворів, лавка.